# Félix Couturier
Félix Couturier OP (* 29. März 1876 in La Forie, Frankreich; † 27. Juli 1941 in Alexandria, Kanada) war ein französischer Ordensgeistlicher und römisch-katholischer Bischof von Alexandria in Ontario.

## Leben
Félix Couturier trat 1895 in die Ordensgemeinschaft der Dominikaner ein und legte am 2. August des darauffolgenden Jahres die Profess ab. Am 20. September 1901 empfing er das Sakrament der Priesterweihe.
Am 9. April 1919 wurde Félix Couturier zum Titularbischof von Myriophytos ernannt. Die Bischofsweihe spendete ihm am 27. April desselben Jahres in der Basilica minor Santa Maria sopra Minerva in Rom der Kurienkardinal Willem Kardinal van Rossum CSsR; Mitkonsekratoren waren der emeritierte Apostolische Vikar von Konstantinopel, Erzbischof Vincenzo di Rivisondoli, und der Kurienerzbischof Bonaventura Cerretti.
Zwischen 1919 und 1921 war Bischof Félix Couturier Apostolischer Visitator im Apostolischen Vikariat Ägypten. Am 28. Juni 1921 wurde er zum Bischof von Alexandria in Ontario ernannt und am 23. August desselben Jahres inthronisiert. Er bekleidete das Amt bis zu seinem Tod am 27. Juli 1941 und wurde in seiner Bischofsstadt beigesetzt.